# Estatua de Hachikō
Una estatua de Hachikō (ハチ公の像 Hachikō no zō?), realizada por Takeshi Andō en bronce, está instalada fuera de la estación de Shibuya de Tokio, en Japón.

## Historia

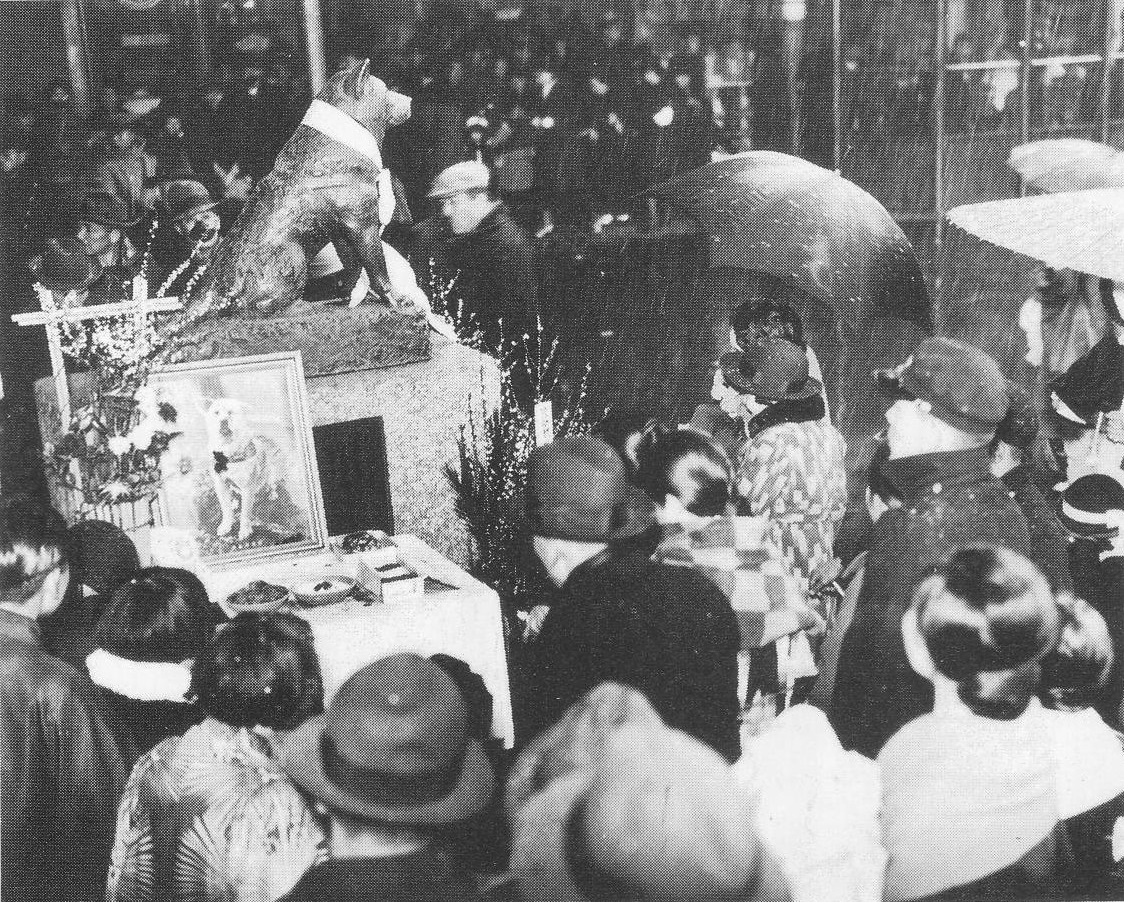
Una multitud de personas reunida alrededor de la primera estatua de Hachikō en el primer aniversario de su muerte, el 8 de marzo de 1936.

En abril de 1934 se erigió una estatua de bronce a su imagen esculpida por Teru Andō en la estación de Shibuya, y el propio Hachikō estuvo presente en su inauguración. La estatua fue reciclada para el esfuerzo bélico durante la Segunda Guerra Mundial.
En 1948 se encargó a Takeshi Andō, hijo del artista original, que hiciera una segunda estatua. Cuando apareció la nueva estatua se llevó a cabo una ceremonia de dedicación. La nueva estatua, que fue erigida en agosto de 1948, todavía está en pie y es un lugar de encuentro popular. La entrada de la estación cerca de esta estatua se llama "Hachikō-guchi", que significa "Entrada/Salida de Hachikō", y es una de las cinco salidas de la estación de Shibuya.
El periódico The Japan Times jugó una broma a los lectores el Día de los Inocentes al informar que la estatua de bronce fue robada un poco antes de las 2:00 a. m. del 1 de abril de 2007 por "presuntos ladrones de metales". La historia falsa contaba un relato muy detallado de un robo elaborado por hombres vestidos con uniformes de color caqui que aseguraron el área con conos de seguridad naranjas y ocultaron el robo con lonas de vinilo azul. El "crimen" supuestamente fue grabado en cámaras de seguridad.
La ciudad de Odate consideró tomar prestada la estatua durante la remodelación de la estación de Shibuya antes de los Juegos Olímpicos de Verano de 2020.
El 14 de noviembre de 2019 la estatua fue intervenida de forma anónima con un pañuelo rojo en su cuello, haciendo referencia a Negro Matapacos, perro famoso en Chile por su participación en diferentes protestas callejeras y que adquirió notoriedad en el estallido social de dicho año.
El 28 de julio de 2021 la estatua fue vestida con un traje típico de Perú en conmemoración del bicentenario de la independencia de dicho país.

## Reacciones

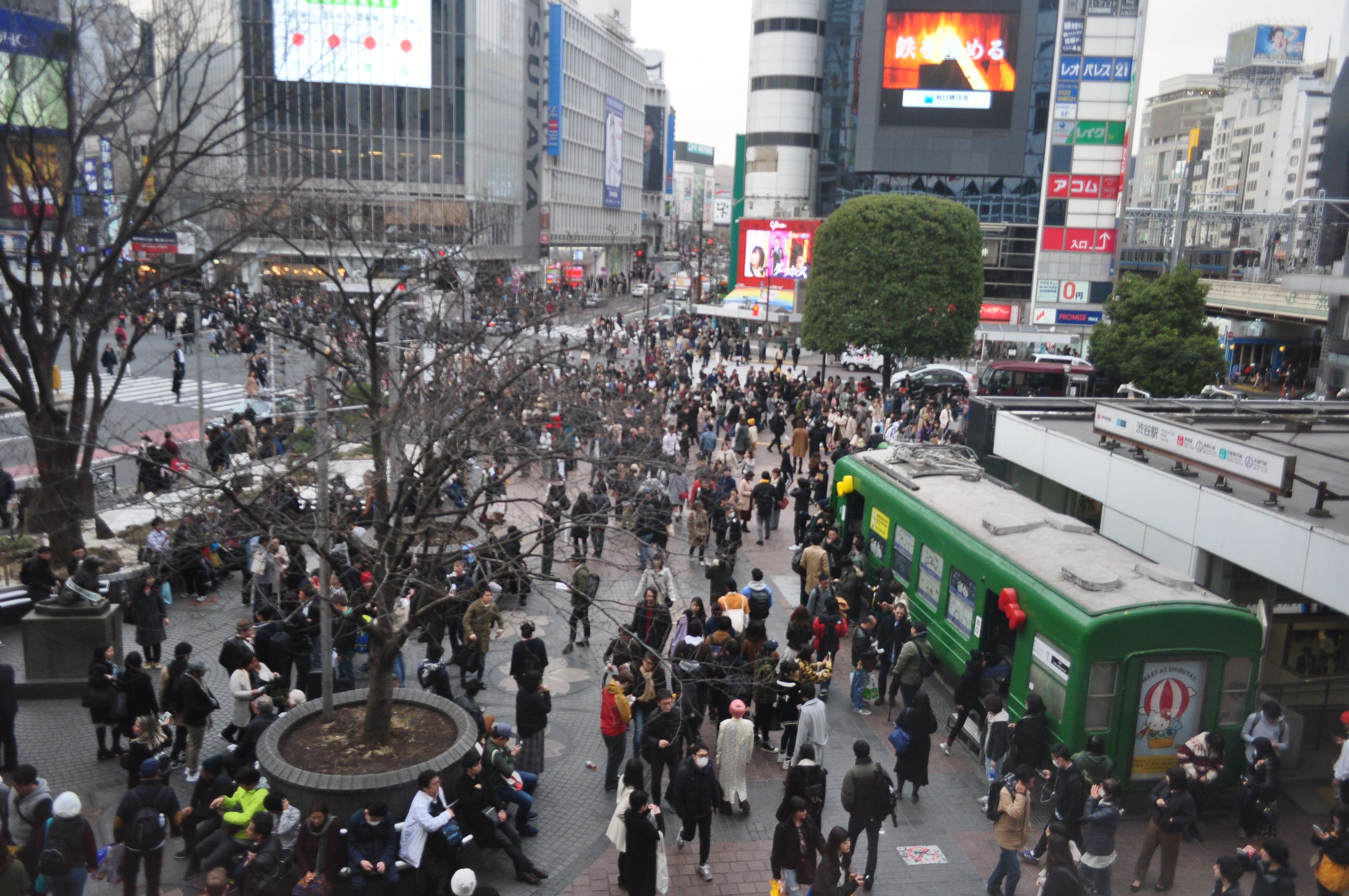
Vista de la salida de la estación Shibuya, con la estatua de Hachikō en el extremo inferior izquierdo.

Time Out Tokyo dice que la estatua "podría ser el ejemplo más famoso de arte público de Japón". En 2019, Free Malaysia Today describió la estatua como "una visita obligada en Tokio".